# Béatrice Edwige
Béatrice Edwige (* 3. Oktober 1988 in Paris) ist eine französische Handballspielerin, die dem Kader der französischen Nationalmannschaft angehört.

## Karriere

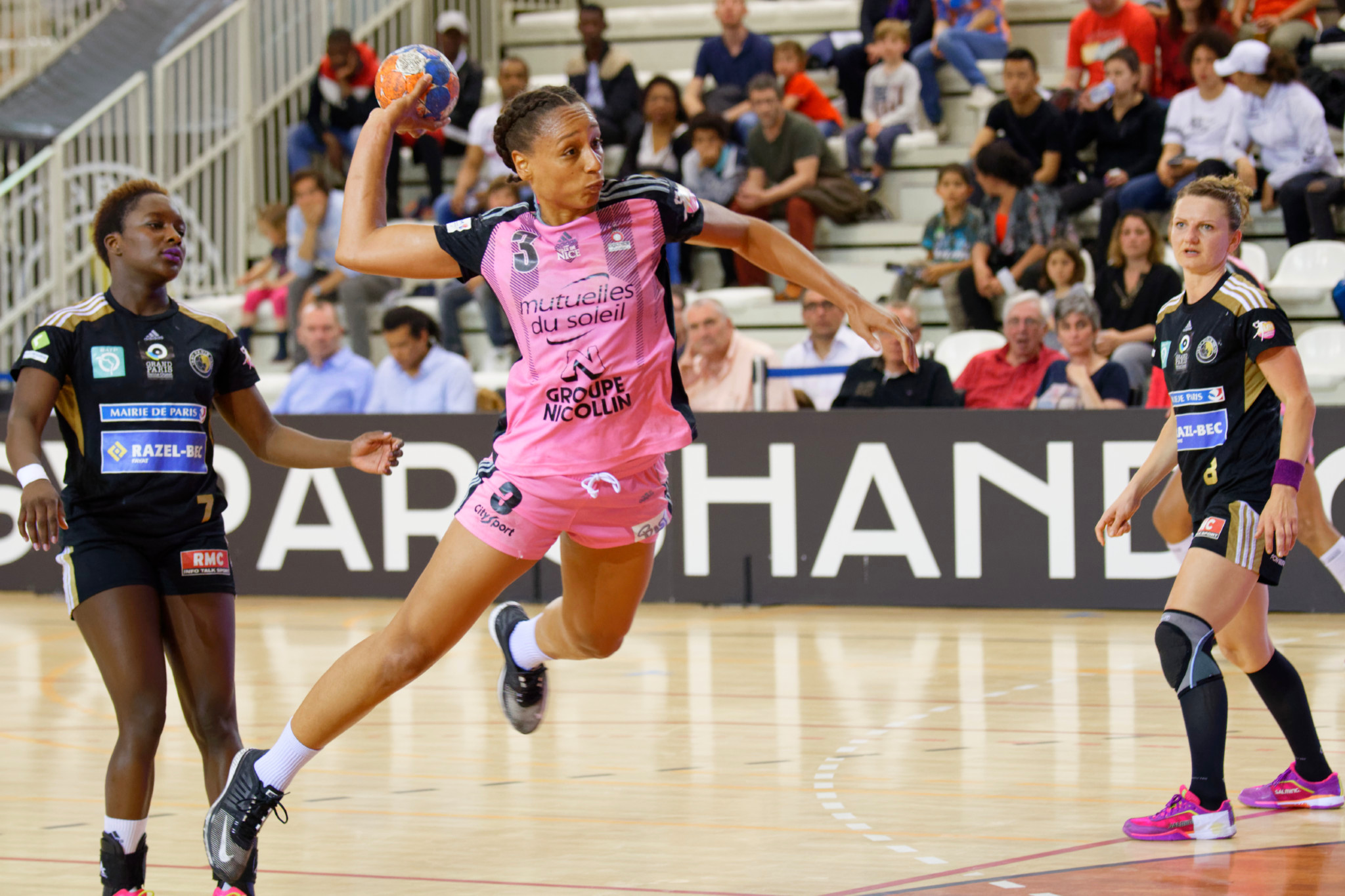
Béatrice Edwige beim Torwurf

Béatrice Edwige kam im Alter von elf Jahren aus Französisch-Guayana nach Frankreich. Hier lief sie von 2004 bis 2009 für HBC Celles-sur-Belle auf. Anschließend wechselte die Kreisläuferin zum Erstligisten Cercle Dijon Bourgogne. Als Dijon im Jahre 2013 abstieg, blieb sie dem Verein trotz Ausstiegsklausel treu. Ab dem Sommer 2014 stand sie beim OGC Nizza unter Vertrag. Ab der Saison 2016/17 lief Edwige für den französischen Erstligisten Metz Handball auf. Mit Metz gewann sie 2017, 2018 und 2019 die französische Meisterschaft sowie 2017 und 2019 den französischen Pokal. Im Sommer 2019 wechselte sie zum ungarischen Verein Győri ETO KC. Mit Győri ETO KC gewann sie 2021 den ungarischen Pokal. In der Saison 2021/22 lief sie für den russischen Erstligisten GK Rostow am Don auf. Im Februar 2022 wurde Edwige bis zum Saisonende 2021/22 an den ungarischen Verein Ferencváros Budapest ausgeliehen, mit dem sie den ungarischen Pokal gewann. Nach dem Saisonende wechselte sie fest zu Ferencváros. In der Saison 2022/23, in der erneut den Pokal gewann, zog sich Edwige Ende des Jahres 2022 in einer Trainingseinheit einen Kreuzbandriss zu, woraufhin für sie die Saison beendet war. 2024 gewann sie mit Ferencváros die ungarische Meisterschaft sowie 2024 und 2025 den ungarischen Pokal. Nach der Spielzeit 2024/25 verließ sie Ferencváros.
Edwige gab am 1. Juni 2013 bei einem Qualifikationsspiel zur WM 2013 ihr Länderspieldebüt für die französische Nationalmannschaft. Ihr erstes Großturnier mit der französischen Auswahl war die Weltmeisterschaft 2015. Bei den Olympischen Spielen 2016 in Rio de Janeiro gewann sie die Silbermedaille. Am Jahresende 2016 gewann Edwige bei der Europameisterschaft 2016 die Bronzemedaille. Zusätzlich wurde sie zur besten Abwehrspielerin des Turniers gewählt. Ein Jahr später errang Edwige den Weltmeistertitel in Deutschland. Bei der Europameisterschaft 2018 errang sie die Goldmedaille im eigenen Land. Edwige gewann bei der Europameisterschaft 2020 die Silbermedaille. Im Turnierverlauf erzielte sie insgesamt zwei Treffer. Mit der französischen Auswahl gewann sie die Goldmedaille bei den Olympischen Spielen in Tokio. Edwige erzielte im Turnierverlauf insgesamt vier Treffer. Im selben Jahr gewann sie bei der Weltmeisterschaft die Silbermedaille.
Edwige wurde 2016 zum Ritter des Ordre national du Mérite ernannt.